# Aeropuerto de Gibraltar
El Aeropuerto internacional de Gibraltar (en inglés: Gibraltar International Airport) (código IATA: GIB - código ICAO: LXGB), se encuentra en el istmo que une el territorio británico de ultramar de Gibraltar con España. Es un aeropuerto internacional, a 500 metros del casco urbano de Gibraltar y a una distancia similar del centro de La Línea de la Concepción (Cádiz). En el año 2019 pasaron por el aeropuerto 491 405 pasajeros y 203 toneladas de carga.

## Situación
Justo al entrar desde España en el territorio, a la izquierda, se encuentra la terminal aérea, donde están los servicios del aeropuerto. Este tiene una única pista de 1525 metros (5003 ft) de longitud. El de Gibraltar es el único aeropuerto del mundo cuya pista de aterrizaje se cruza con una carretera (Winston Churchill Avenue) al mismo nivel. El aeropuerto de Gibraltar es considerado el segundo aeropuerto más peligroso de Europa (detrás del Aeropuerto de Madeira) y uno de los más peligrosos del mundo. Hasta 2006 el peligro era aún mayor, pues los aviones con origen o destino Gibraltar no podían adentrarse en espacio aéreo español.

## Controversia
El aeropuerto se encuentra en el istmo que une Gibraltar con España. Dicho istmo forma parte de facto de la colonia británica, pero su soberanía se encuentra disputada bajo un título distinto del que goza el Peñón. La pista del aeropuerto y demás instalaciones aeroportuarias se encuentran inmediatamente al sur del límite entre los territorios bajo control británico y español ("frontera" según el punto de vista británico y solo "puesto de control policial" según el español, que no reconoce la soberanía británica sobre el istmo).

## Historia

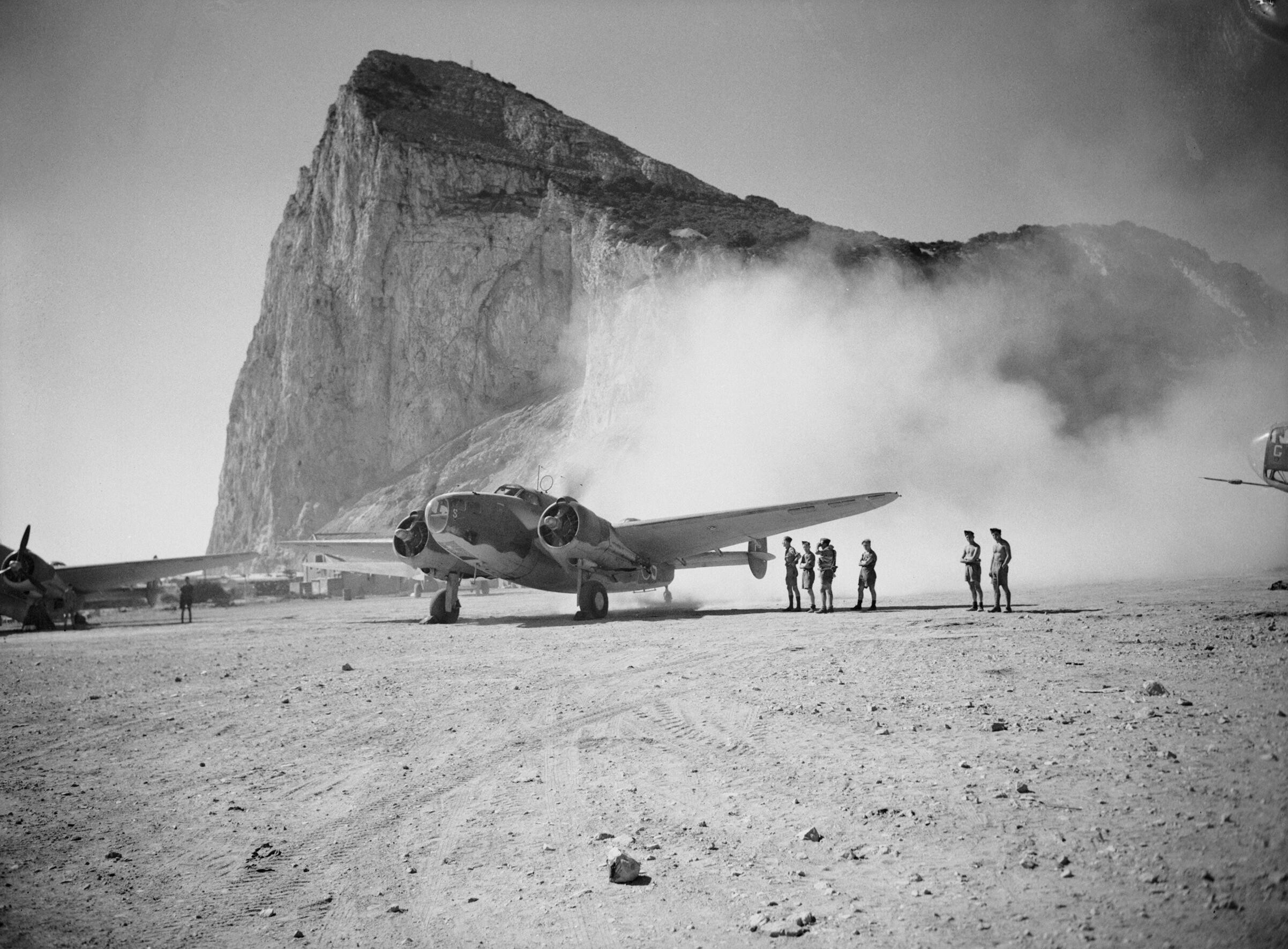
Un Lockheed Hudson del nº233 Squadron RAF aterriza en Gibraltar, en agosto de 1942.

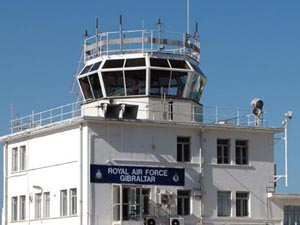
Torre de control del Aeropuerto de Gibraltar.

Fue construido durante la Segunda Guerra Mundial e inaugurado en 1949, aunque en un principio solo servía como base de emergencia para el Ejército Británico. El 2 de diciembre de 1987, gracias a un acuerdo entre los gobiernos español y británico, se acordó el uso civil de la instalación, que no fue puesto en práctica ante la oposición de las autoridades gibraltareñas.
En 2006, un nuevo acuerdo firmado en Córdoba entre el Reino Unido, el Gobierno de Gibraltar y España terminó con las, hasta entonces, restricciones en cuanto al uso civil del aeropuerto, permitiendo también vuelos con España, siendo el 16 de diciembre de 2006 cuando un avión de Iberia, procedente de Madrid-Barajas, aterrizó en el Peñón, poniendo fin así a años de conflictos. 
La compañía British Airways, a través de su franquicia GB Airways, enlazaba ambas ciudades desde mayo de 2007 diariamente, pero debido al poco éxito de sus vuelos canceló a partir de septiembre de ese mismo año todos sus trayectos con destino a Madrid-Barajas. Las causas esgrimidas fueron la falta de slots en el Aeropuerto de Madrid-Barajas y las próximas obras de la terminal gibraltareña que podía ocasionar más dificultades a esta compañía. No obstante, a finales de 2008, British Airways volvió a reabrir la ruta.
El Gobierno de Gibraltar anunció que construiría una nueva terminal de pasajeros como parte de estos acuerdos del Foro de Diálogo sobre Gibraltar. Lo esencial del acuerdo consiste en construir una terminal que permita su utilización como un aeropuerto Schengen. Esto supone construir una prolongación de la terminal hasta la verja, de modo que los pasajeros en procedencia de y destino al espacio Schengen no necesiten control alguno, y en cambio los de procedencia de Gibraltar o fuera del territorio Schengen y destino a este pasen el control de fronteras exteriores en el lado español de la terminal, al norte de la verja. Simplemente se trata de situar, a horcajadas en la verja, el control aeroportuario británico junto a un nuevo control español de fronteras exteriores aeroportuarias y de permitir una zona de tránsito en la nueva terminal.

## Aerolíneas y destinos

### Destinos internacionales

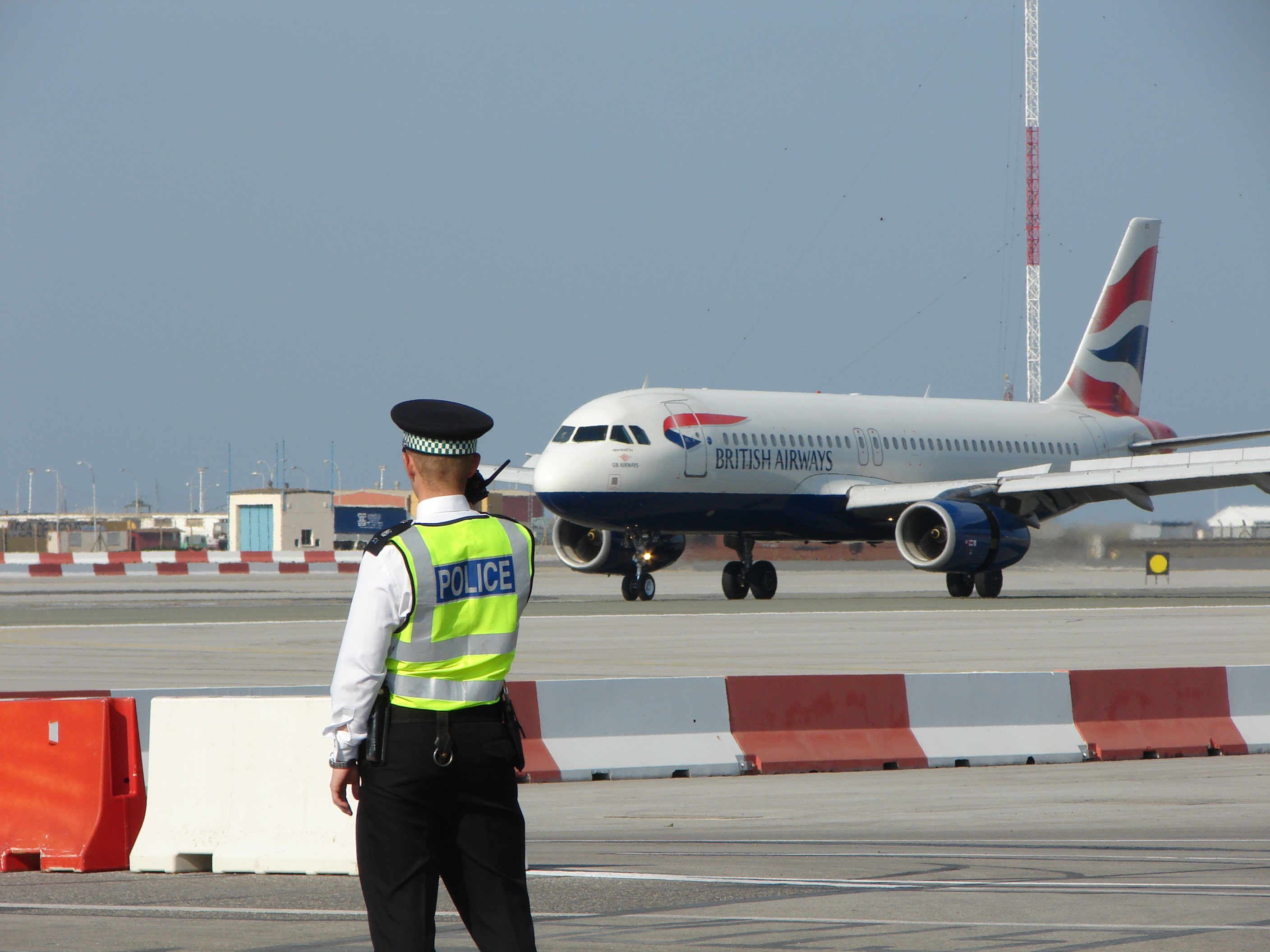
Un avión de British Airways en el Aeropuerto de Gibraltar.

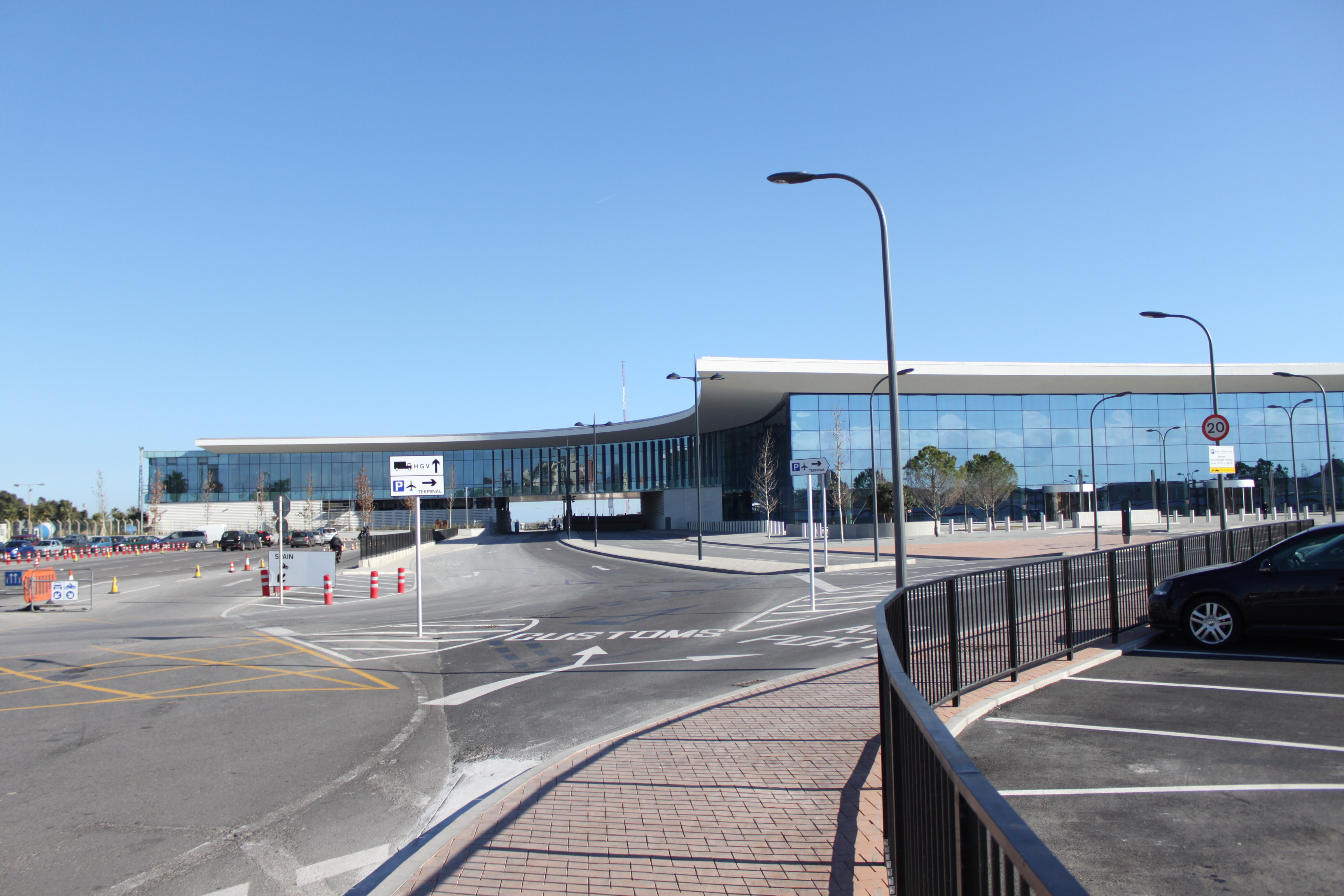
Nueva terminal de pasajeros del Aeropuerto de Gibraltar.

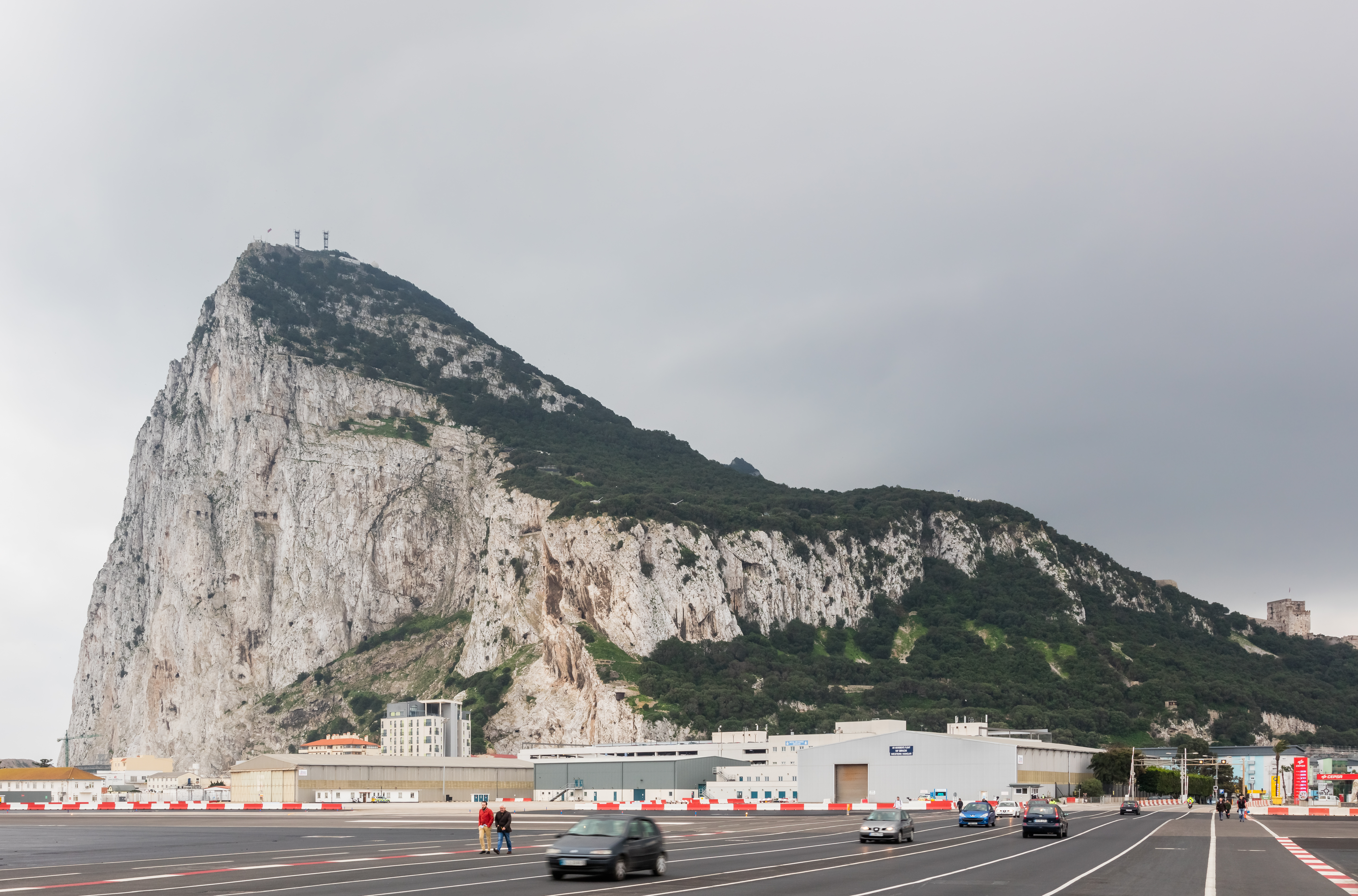
Vista del aeropuerto con la roca al fondo.

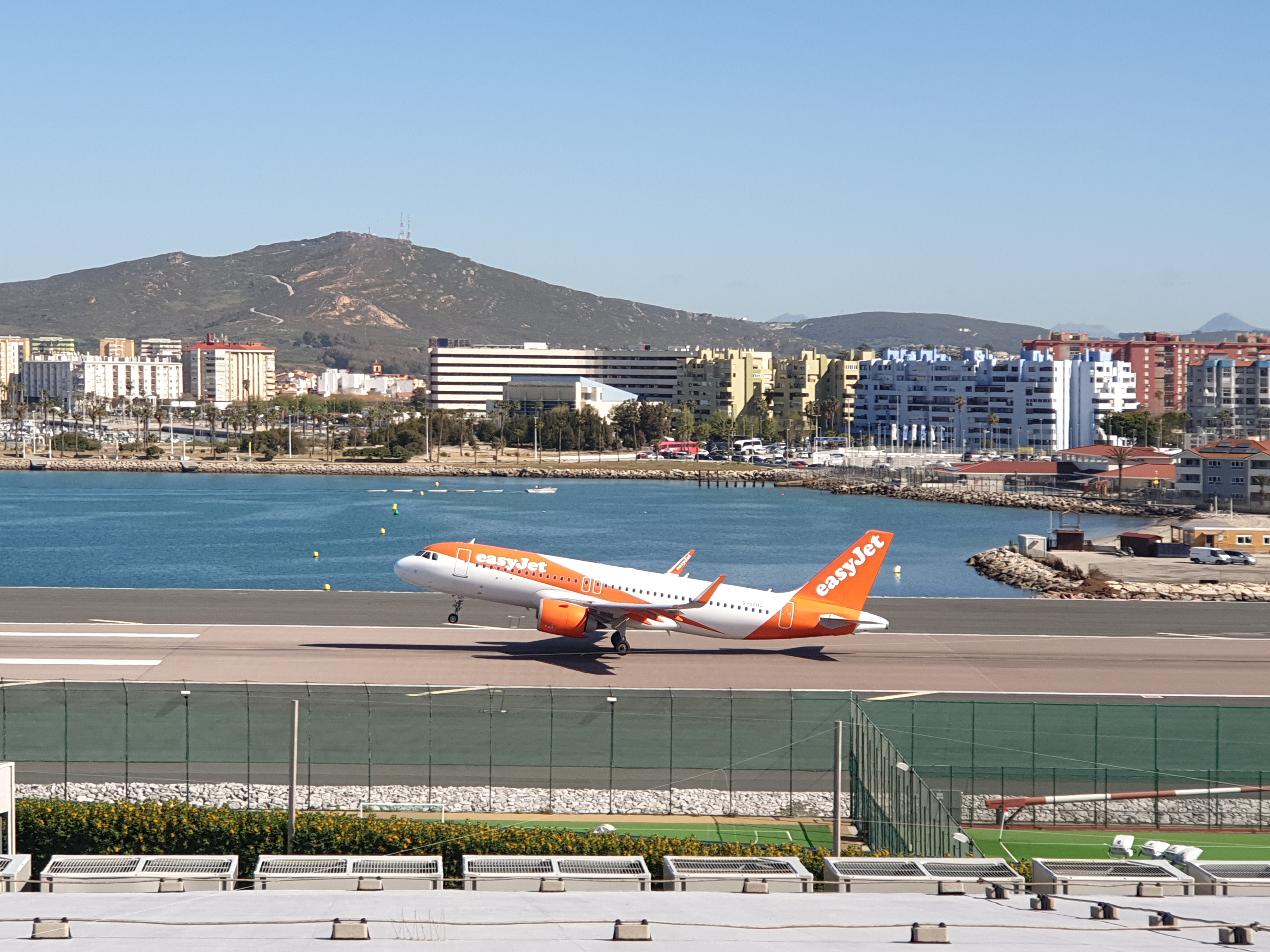
Despegue de una aeronave de EasyJet en el Aeropuerto de Gibraltar.

| Ciudades    | Nombre del aeropuerto          | Aerolíneas      | Aeronaves |
| Europa      | Europa                         | Europa          | Europa    |
| ----------- | ------------------------------ | --------------- | --------- |
| Reino Unido |                                |                 |           |
| Brístol     | Aeropuerto de Brístol          | easyJet         | A3xx      |
| Londres     | Aeropuerto de Londres-Gatwick  | easyJet         | A3xx      |
| Londres     | Aeropuerto de Londres-Heathrow | British Airways |           |
| Mánchester  | Aeropuerto de Mánchester       | easyJet         | A3xx      |

## Futura expansión
La nueva terminal tiene 20 000 m² (0,02 km²) y dos pisos, y es 15 000 m² más grande que la anterior. La nueva terminal hará puente sobre la nueva red vial, tiene 4 puertas de embarque, 3 cintas transportadoras de equipaje y una capacidad de hasta un millón de pasajeros anuales.
El Gobierno de Gibraltar ha firmado el contrato con Dragados SA, para la construcción de una nueva terminal aérea en el peñón y el resto de instalaciones y carreteras relacionadas, incluyendo un tramo de carretera nueva entre el cruce fronterizo y la puerta comercial, el aeródromo de plataforma y área de estacionamiento de aeronaves, unas nuevas instalaciones de manipulación de carga, un edificio de vehículos aeroportuarios y unas nuevas instalaciones aduaneras tanto para el aeropuerto como para el cruce fronterizo.